# كريغ روبنسون
كريغ روبنسون (بالإنجليزية: Craig Robinson)‏ (و. 1971 – م) هو ممثل تلفزيوني، وممثل أفلام، وممثل، ومغني، من الولايات المتحدة الأمريكية، ولد في شيكاغو.

## وصلات خارجية
- كريغ روبنسون على موقع IMDb (الإنجليزية)
- كريغ روبنسون على موقع ميتاكريتيك (الإنجليزية)
- كريغ روبنسون على موقع روتن توميتوز (الإنجليزية)
- كريغ روبنسون على موقع ألو سيني (الفرنسية)
- كريغ روبنسون على موقع ميوزك برينز (الإنجليزية)
- كريغ روبنسون على موقع أول موفي (الإنجليزية)
- كريغ روبنسون على موقع قاعدة بيانات الأفلام السويدية (السويدية)
- كريغ روبنسون على موقع أول ميوزيك (الإنجليزية)
- كريغ روبنسون على موقع ديسكوغز (الإنجليزية)
- كريغ روبنسون على موقع قاعدة بيانات الفيلم (الإنجليزية)